# Dresano
Dresano là một đô thị ở tỉnh Milano, vùng Lombardia của Italia, khoảng20 km về phía đông nam của Milano. Tại thời điểm ngày 31 tháng 12 năm 2004, đô thị này có dân số 2.533 và diện tích là 3,5 km². It is the smallest municipality in Italy by surface.
Dresano giáp các đô thị sau: Mediglia, Tribiano, Mulazzano, Colturano, Vizzolo Predabissi, Casalmaiocco.